# بت شوب بويز

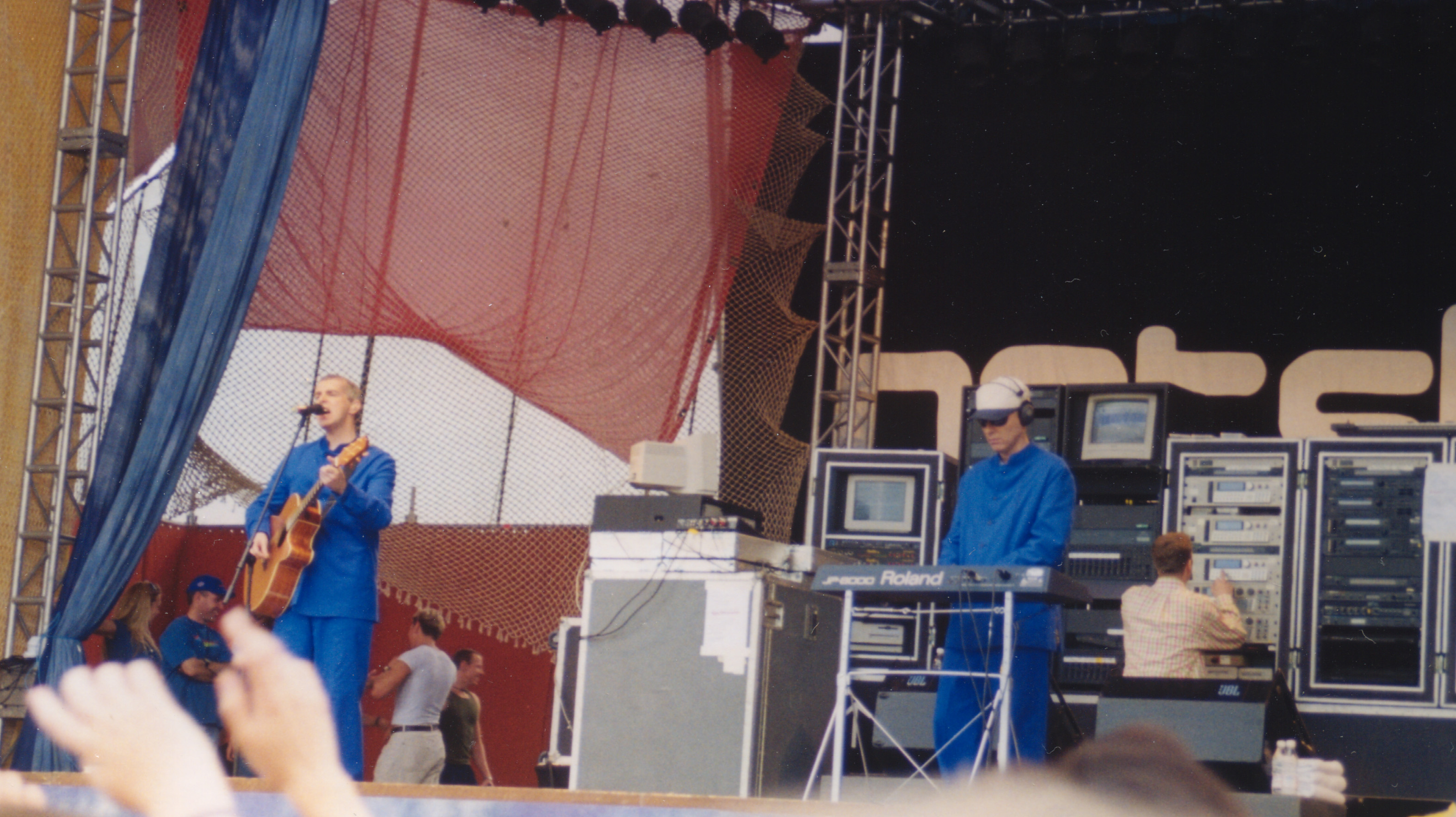

بـِت شوب بويز (بالإنجليزية: Pet Shop Boys)‏ فرقة موسيقى إلكترونية راقصة بريطانية تتكون عضويتها من الثنائي نيل تنانت الذي يقوم بدور المغني الرئيسي للفرقة إضافة إلى العزف على آلات المفاتيح وأحياناً الغيتار وكريس لوو العازف على آلات المفاتيح وأحياناً الغناء.
بيع لفرقة بت شوب بويز قرابة 100 مليون نسخة من اصداراتها حول العالم. منذ عام 1986 أُدرجت 42 من أغنيات الفرقة الفردية في قائمة «توب 30»، و22 أغنية تصدرت بين المراتب العشرة الأولى «توب 10» في المملكة المتحدة بينها أغاني "West End Girls،" "It's a Sin،" "Always on My Mind،" و"Heart."
بحلول 2009 كانت الفرقة قد أصدرت 59 أغنية فردية «سِنغل» و10 ألبومات استوديو إضافة لعشرات ألبومات التجميع وألبومات الريمكس والأغنيات المطولة بينها ألبوم مباشر واحد وألبومان موسيقى تصويرية.
وفي مهرجان جوائز بريت 2009 حازت الفرقة على جائزة لمساهمتها المرموقة في الموسيقى. آخر ألبوم غنائي للفرقة صدر في بريطانيا ب23 مارس 2009 بعنوان Yes.

## وصلات خارجية
- بت شوب بويز على موقع IMDb (الإنجليزية)
- بت شوب بويز على موقع الموسوعة البريطانية (الإنجليزية)
- بت شوب بويز على موقع ميوزك برينز (الإنجليزية)
- بت شوب بويز على موقع رولينغ ستون (الإنجليزية)
- بت شوب بويز على موقع أول ميوزيك (الإنجليزية)
- بت شوب بويز على موقع ديسكوغز (الإنجليزية)

- Pet Shop Boys – الموقع الرسمي.
- Pet Shop Boys ديسكوغرافيا على موقع ديسكوغز Discogs.